# Border Collie
Il Border Collie è una razza canina di origine anglo-scozzese. È riconosciuta dalla FCI (standard n. 297, gruppo 1, sezione 1).

## Origine
La razza ha avuto origine tra la Scozia e l'Inghilterra, da qui il nome "border" (confine); l'etimologia della parola "collie" è, invece, incerta: secondo alcuni deriverebbe da "coleius" (fedele, in gallese), secondo altri da "coley" (nero: molti Border Collie sono perlopiù neri, con tracce di bianco), infine, secondo una terza ipotesi, da "colley", una razza di pecore scozzesi.
In origine, il termine collie si riferiva ad un gruppo di razze da pastore definite appunto Collie-type: tutte condividevano l'origine britannica, un aspetto simile e simili attitudini da lavoro (intelligenza, sensibilità, istinto di conduzione e collaborazione con l’uomo). Tra loro ricordiamo: il Border Collie, il Bearded Collie, l'English Shepherd, l'Old English Sheepdog, il Rough Collie, lo Shetland Sheepdog, lo Smooth Collie e il Welsh Sheepdog. 
Questa razza è stata utilizzata dai cowboy americani in Texas per riunire le mandrie.
Il suo ingresso nel gruppo dei cani da pastore del Kennel Club inglese è avvenuto molto tardi, solo nel 1976.

## Descrizione

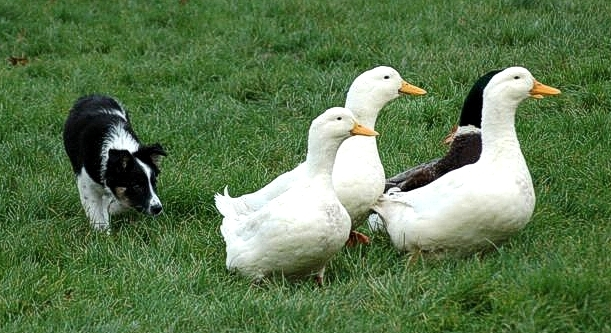
Esemplare cucciolo di 9 settimane

Il Border collie è un cane ben proporzionato dall'aspetto armonioso e atletico e ha, in genere, una coda moderatamente lunga, attaccata bassa, ben fornita di peli, (in genere sono più lunghi che sul resto del corpo, quasi il doppio),che termina ricurva verso l'alto. In azione può alzarsi, ma non è mai portata sul dorso. Il cane è di taglia media. I colori sono tutti ammessi; il tipo più diffuso è il bianco-nero. Il pelo può essere lungo (5-7 cm) o corto. È in ogni caso denso, di tessitura morbida e fitto. Gli occhi sono ben distanziati, ovali, di grandezza media. Il colore è bruno, tranne che nel soggetto blu merle per il quale possono essere singolarmente o entrambi blu.

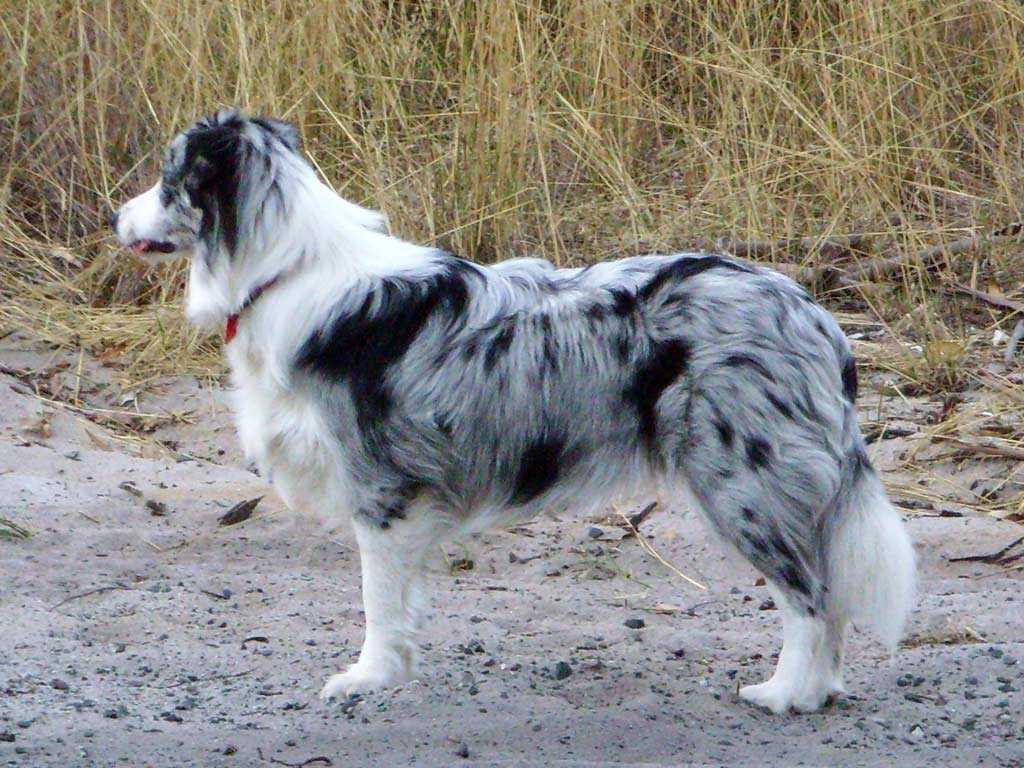
tipologia blue merle

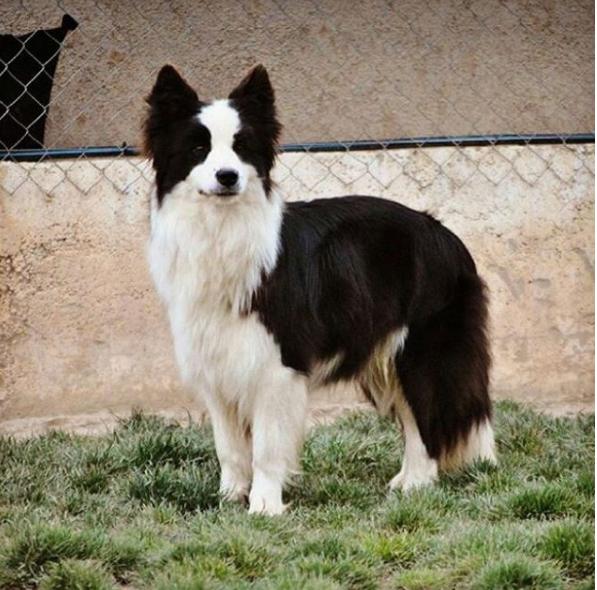
Femmina di Border Collie bianco e nero

Le orecchie sono di taglia e di tessitura media portate erette, semierette o appoggiate sul cranio. Il cranio è piuttosto largo, con apofisi occipitale non pronunciata. Muso forte. Stop ben marcato. Guance non piene né tondeggianti. Le zampe sono ovali, con cuscinetti plantari spessi e forti. Dita arcuate e strette.
Ha un'andatura sciolta, regolare e scorrevole.

### Colori

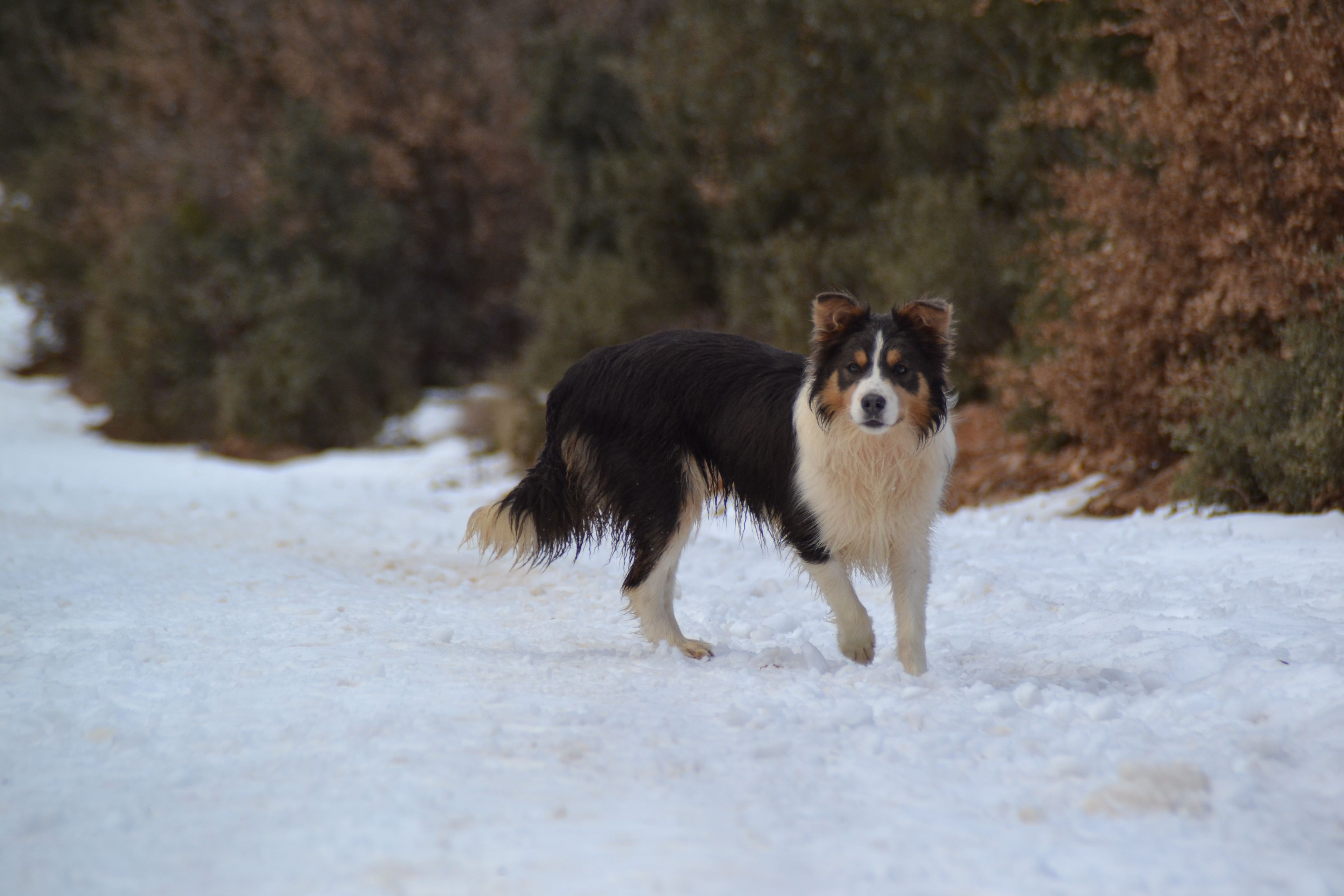
Giovane femmina di Border Collie tricolore
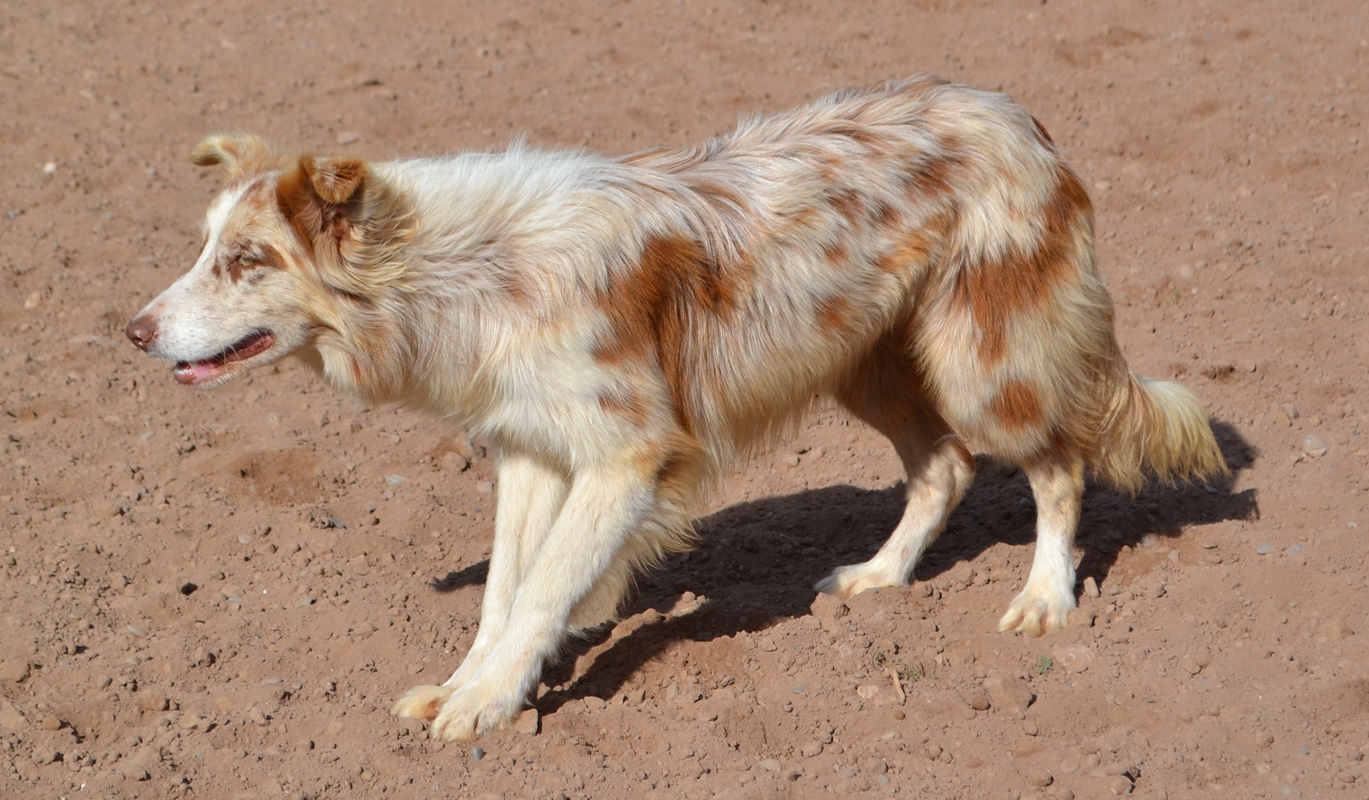
Femmina di border collie red merle
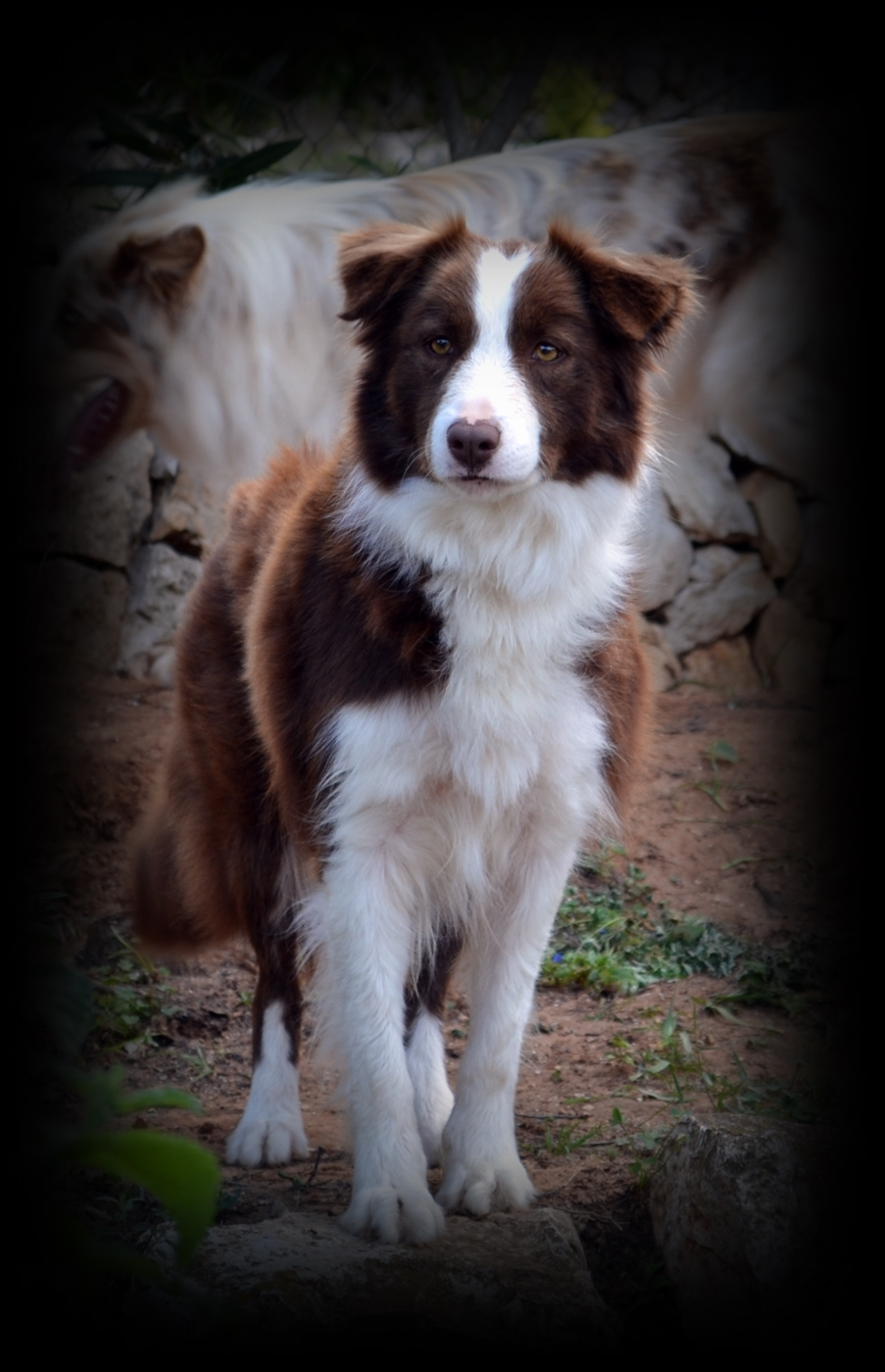
Femmina di Border Collie cioccolato
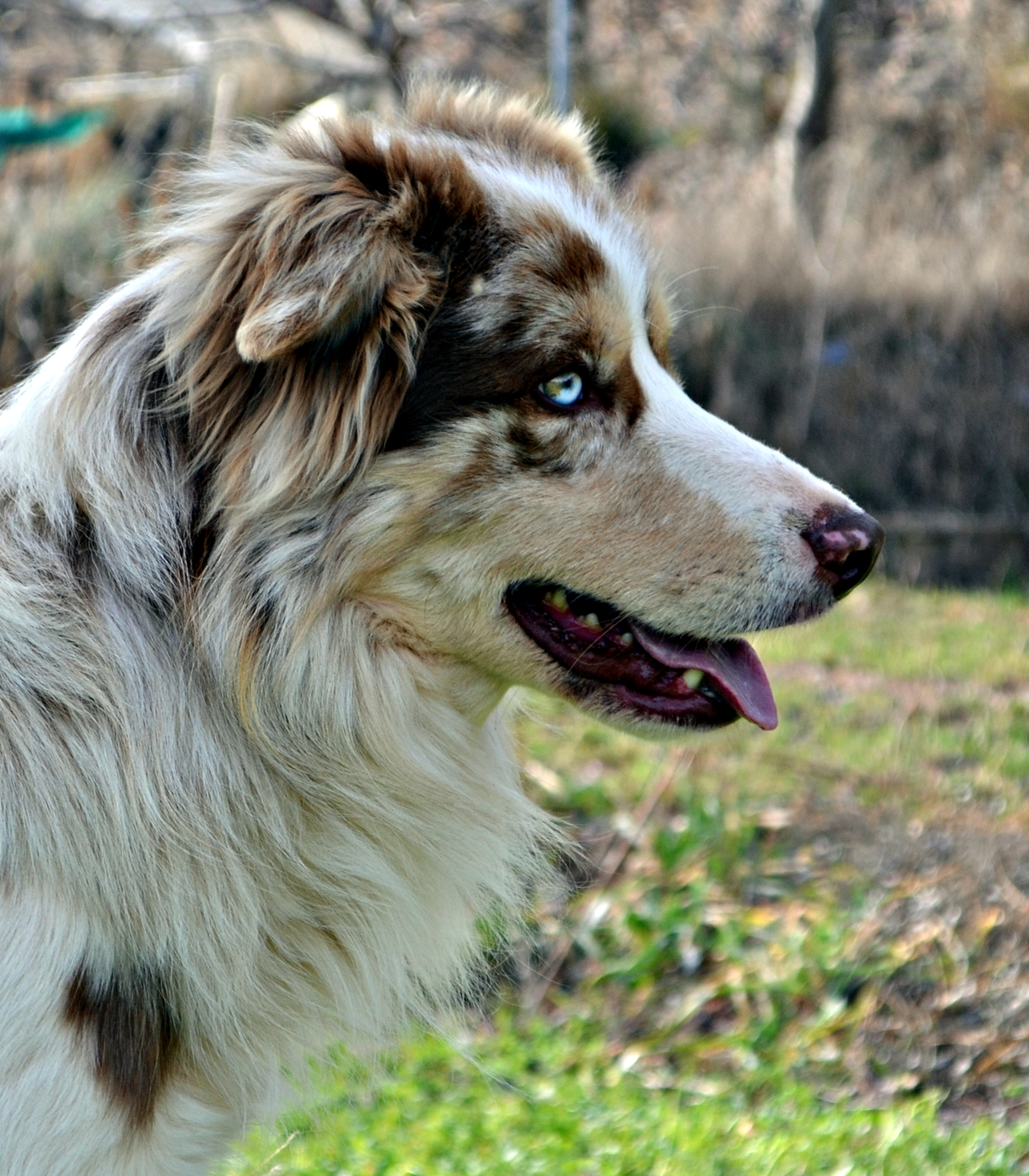
Maschio di border collie red merle

Inoltre esiste: blue, blue tricolore, blue merle e blue merle tricolore,
lilac, lilac tricolore, lilac merle e lilac merle tricolore,
sable, sable tricolore, sable merle e sable merle tricolore,
black saddleback tricolour,
seal, seal tricolore, seal merle e seal merle tricolore,
chocolate, chocolate tricolore, chocolate merle e chocolate merle tricolore,
rosso, rosso tricolore, red merle, australian red e il mottled (che consiste in macchie e pezzature principalmente su muso e zampe). Tricolore/tricolor sono delle parti marroni che possono essere presenti su quasi tutte le colorazioni, mentre merle sta a significare le chiazze deformi sulla schiena del cane.

## Allevamento e addestramento
È un cane robusto e longevo (raggiunge facilmente i 15 anni di età) che non ha bisogno di cure particolari. Delle spazzolate regolari sono sufficienti per mantenere in buone condizioni il mantello; le spazzolate dovranno essere più frequenti nel periodo della muta: una volta l'anno (primavera/estate) per i maschi, due volte l'anno (in corrispondenza dei periodi di estro) per le femmine.

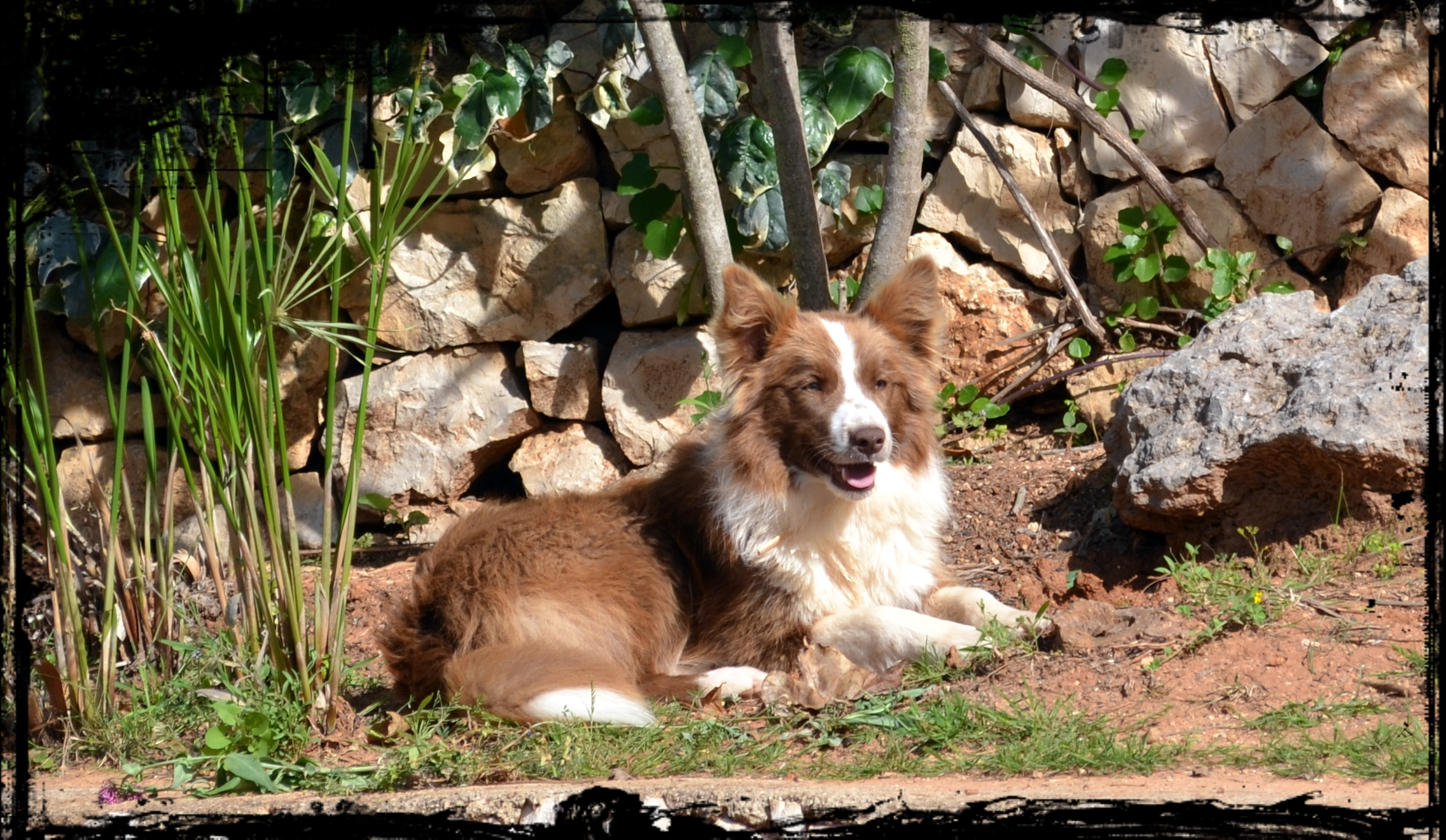
femmina di border collie rosso e bianco

È ritenuto estremamente intelligente, addirittura la razza canina più brillante e sveglia, soprattutto perché impara molto in fretta: in meno di una settimana di addestramento, 15-30 minuti al dì, gli si può insegnare un comando. Per questo bisogna prestare attenzione a non commettere errori nell'educazione: il cane imparerà velocemente qualcosa di sbagliato e non sarà semplicissimo correggere l'errore.
Due ricercatori americani, specializzati in psicologia comportamentale, hanno dimostrato come Chaser, un giovane esemplare femmina di border collie da loro addestrato, abbia imparato 1.022 parole nell'arco di tre anni.

### Pastorizia

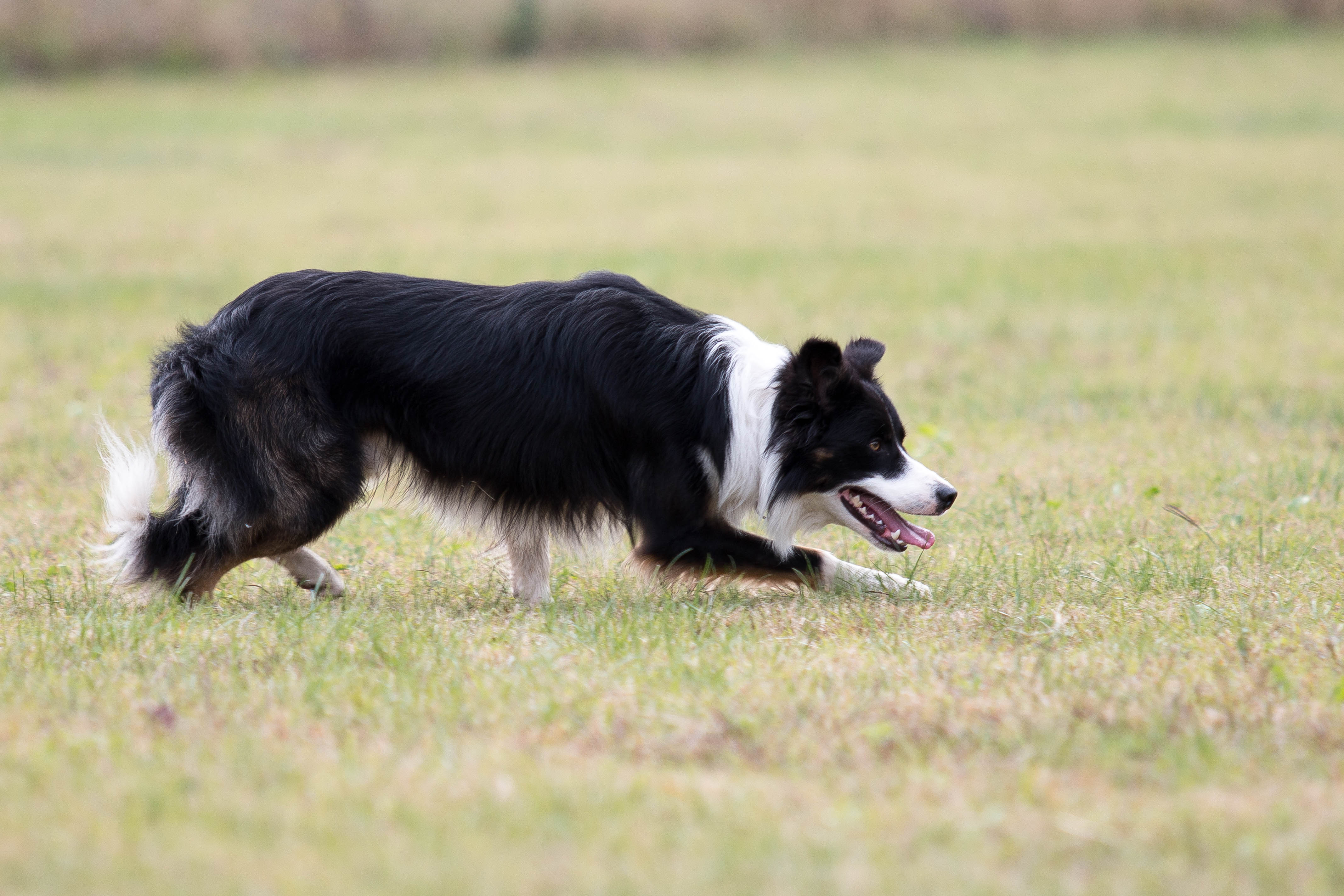
Un border collie nella tipica posizione di avvicinamento al gregge. Si noti la grande somiglianza con la posa di un lupo nella fase di agguato alla preda. gli basta uno sguardo per far allontanare il gregge, non come gli altri cani da pastore che dovevano punzecchiare le pecore

Questo cane è ancora oggi usato nelle greggi per controllare le pecore. Effettivamente, al giorno d'oggi il border collie può essere considerato l'emblema del cane conduttore e a livello mondiale, sia nella pratica dello sheepdog che nella vera e propria pastorizia è la razza più utilizzata, per la sua intelligenza, obbedienza e rapidità di movimento.
Nel border collie è chiaramente visibile la vicinanza degli atteggiamenti del cane da pastore col comportamento tipico del lupo in caccia; l'animale si approccia alle pecore nello stesso modo con cui il lupo si avvicina a un branco di prede (di soppiatto, con le zampe striscianti, il ventre e il muso rasente terra e il tipico "groppone"), creando tensione nel bestiame e spingendolo quindi a raggrupparsi, per poi partire di corsa e con rapide e abili mosse dividere il gregge in gruppetti più piccoli (fase di inseguimento e separazione della preda prescelta nel lupo); tuttavia la fase finale dell'attacco, l'uccisione, è stata col tempo inibita dalla selezione dei pastori. Per compiere tutto ciò è necessario uno straordinario feeling tra il cane e il padrone, ed è questo che ha reso il border collie così brillante e versatile.

## Diffusione
Nel 2004 l'ENCI ha contato 1204 cuccioli iscritti ai libri genealogici, contro i 1139 dell'anno prima, i 1130 del 2002 e i 959 del 2001, ma la sua diffusione è in costante aumento in confronto ai 107 soggetti del 1995. Nel 2012 invece i soggetti iscritti sono stati 2538.

## Carattere

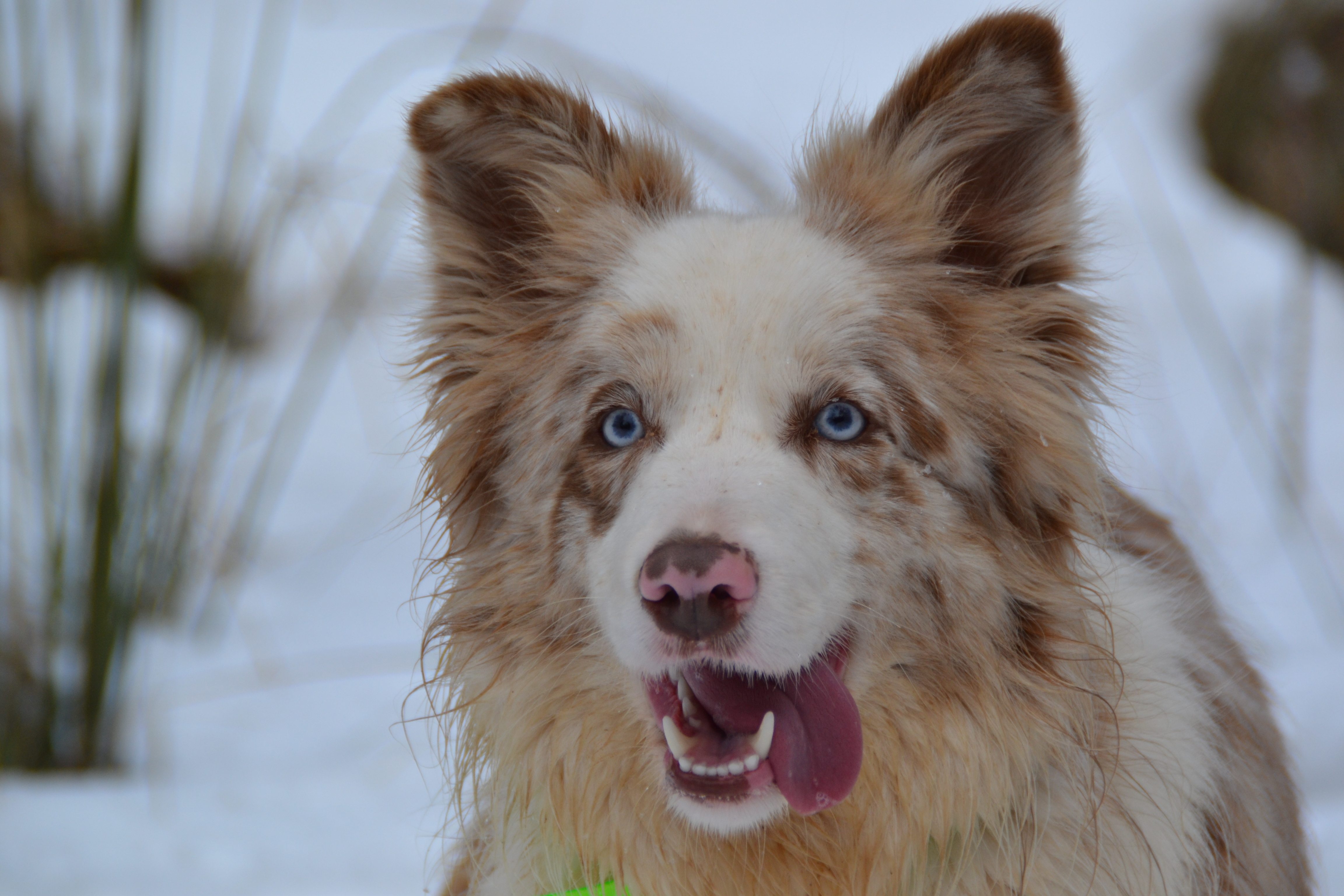
Border Collie merle rosso

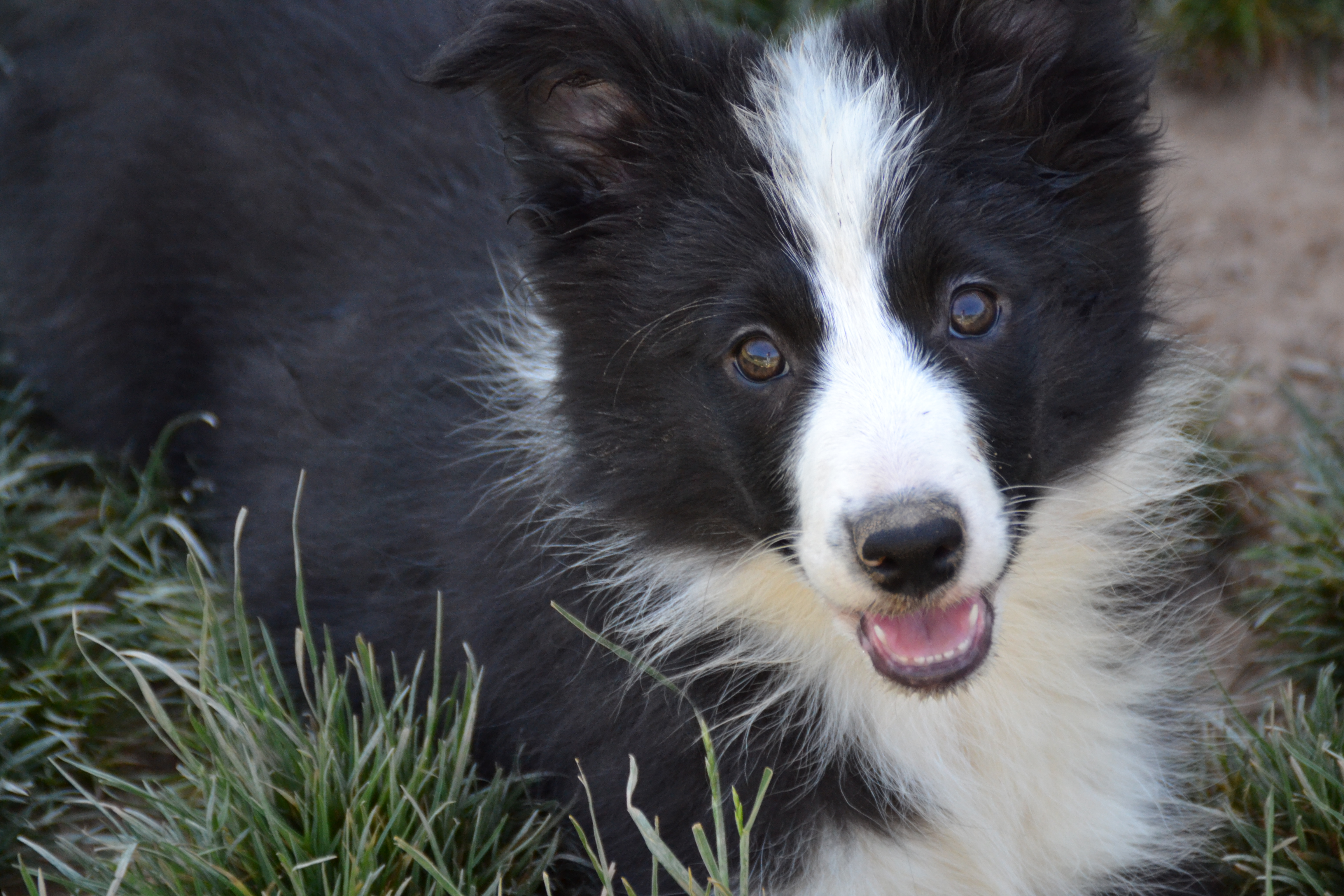
Border Collie femmina bianco e nero

È un cane da pastore attivo, vivace, tenace e strenuo lavoratore, di grande docilità. Sveglio, attento, molto dolce e buono soprattutto con i bambini. È uno dei cani di maggiore intelligenza al mondo ma rischia di diventare aggressivo se non gli viene data la possibilità di sfogarsi all'aperto.

## Attività

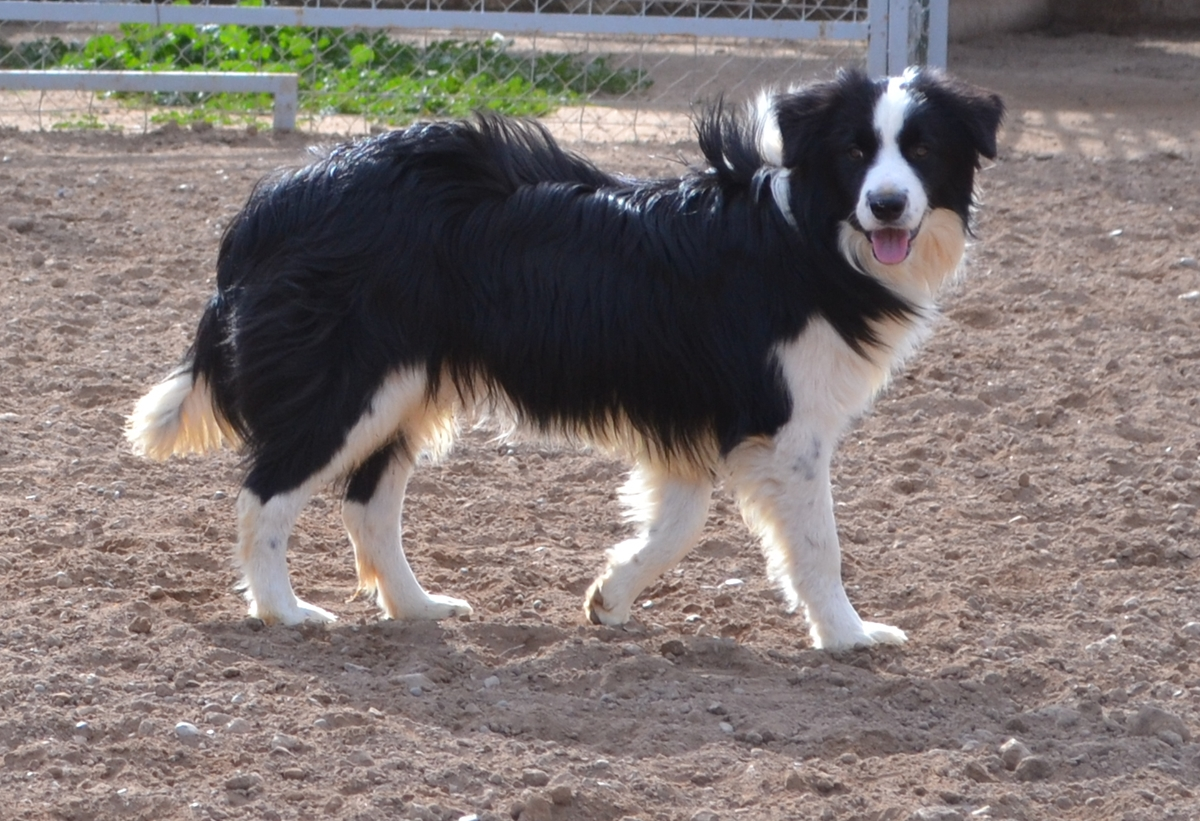
Border Collie bianco e nero. maschio

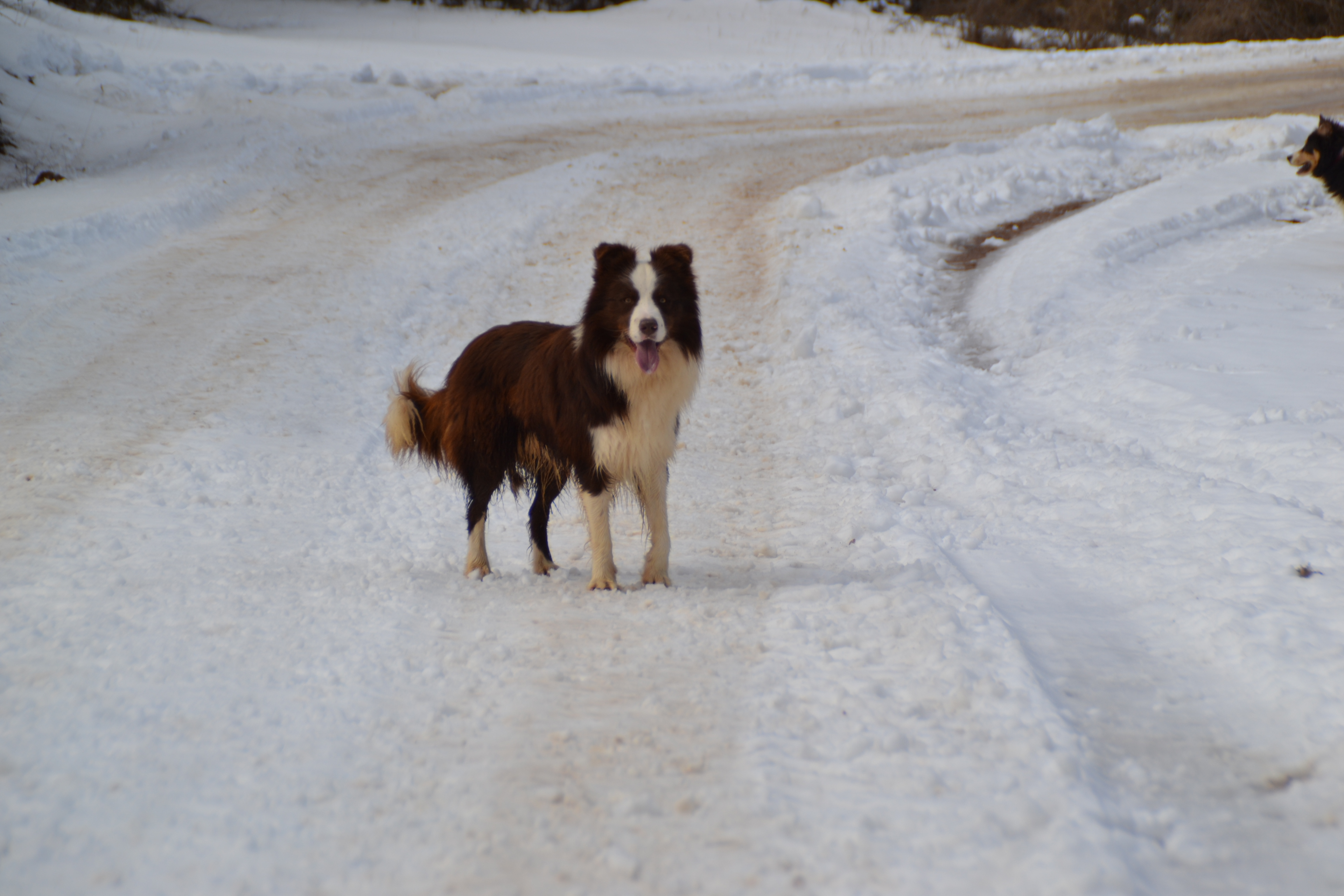
Cioccolato Border Collie maschio

Il Border collie è molto portato in questo genere di attività:
- sheepdog
- obedience
- agility dog
- disc dog
- fly ball
- dog dance

## Cani famosi
- Birillo, il cane del Maresciallo Rocca nella omonima serie televisiva con Gigi Proietti;
- Jean the Dog, star canina del cinema muto appartenuta al regista Laurence Trimble, divenne uno dei primissimi cani dello schermo, famoso anche con il nome "The Vitagraph Dog", il cane della Vitagraph (la casa di produzione per cui lavoravano lei e Trimble);
- Timmy, il cane protagonista della serie di telefilm de La banda dei cinque;
- Fly e Rex, i cani da pastore e genitori adottivi del maialino protagonista del film Babe - Maialino coraggioso;
- Mr. Pickles serie di cartoni animati statunitense.
- Shonik, cane attore che ha recitato in "Leo e Beo" con Marco Columbro e Sabrina Ferilli e gli spot Infostrada con Rosario Fiorello.

## Incroci
- Borador è l'incrocio tra Border Collie e Labrador.
- Bordernese è l'incrocio tra Border Collie e Bovaro del Bernese